# Pouxeux
Pouxeux (1793 noch mit der Schreibweise Pouzeux) ist eine französische Gemeinde mit 1952 Einwohnern (1. Januar 2022) im Département Vosges in der Region Grand Est. Sie gehört zum Arrondissement Épinal und zum Gemeindeverband Épinal.

## Geografie
Die Gemeinde Pouxeux liegt an der Mosel, auf halbem Weg zwischen den Städten Épinal und Remiremont.

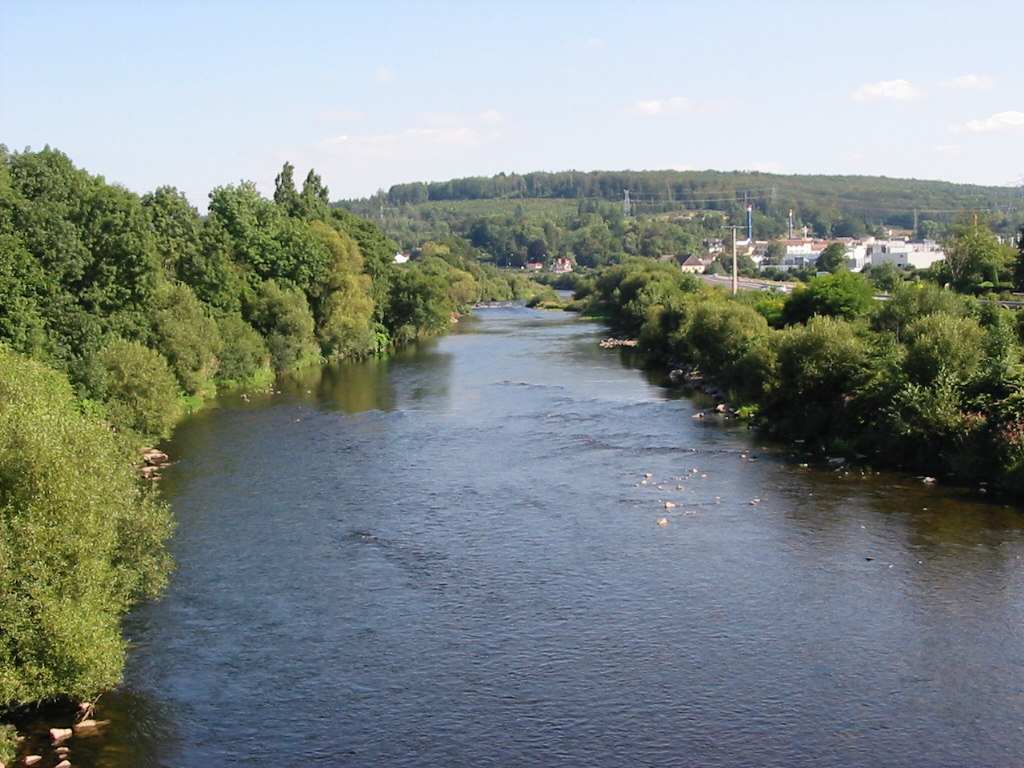
Die Mosel bei Pouxeux

Das Gemeindegebiet von Pouxeux erstreckt sich vom Tal am linken Ufer der oberen Mosel das hier bis zu 800 Meter breit ist, bis auf ein 200 Meter höher liegendes Plateau, das in einer markanten Stufe in Richtung Südwesten ansteigt. Auf der Pouxeux gegenüberliegenden Flussseite mündet mit der Vologne ein im Gebiet des Vogesenkammes entspringender, 50 Kilometer langer Nebenfluss in die Mosel. Die Mosel bildet auf einer Länge von fünf Kilometern die Gemeindegrenze im Nordosten.
Die niedrigeren Lagen im Moseltal des 14,36 km² großen Gemeindeareals sind von Wohn- und Gewerbegebieten geprägt. Südlich des Kernortes schließen sich landwirtschaftliche Flächen bis auf fast 500 Metern Meereshöhe an, die hauptsächlich aus Weiden bestehen. Oberhalb der Weiden und über die gesamte Südhälfte des Gemeindegebietes erstreckt sich zusammenhängender Wald (Forêt de Saint-Nabord-Longuet).
Nachbargemeinden von Pouxeux sind Archettes und Jarménil im Norden, Éloyes im Osten, Saint-Nabord im Süden, Raon-aux-Bois im Südwesten sowie Arches im Westen.

## Geschichte
Die Keimzelle des Dorfes Pouxeux entstand aus einigen Fischer- und Bauernhäusern am Moselufer im Bann von Arches. Der erste überlieferte Name des Ortes ist Pexeï. Über Poucheu und Pouxeu entwickelte er sich langsam zu Pouxeux.
Im Dreißigjährigen Krieg wurde Pouxeux wie das ganze obere Moseltal stark in Mitleidenschaft gezogen. 1655 brach nach einer Einquartierung von Soldaten die Pest aus. Sie dezimierte die Bevölkerung des Dorfes, das damals noch aus einem Ober- und einem Unterdorf bestand. Die Einwohnerzahl fiel von 158 auf 12. Nach dem Pyrenäenfrieden von 1659 kehrte allmählich das Leben in die verwüsteten Gebiete zurück und man zählte nunmehr wieder 56 Einwohner. Die den Märtyrern Gorgon und Nabor geweihte Kirche wurde 1683 errichtet.

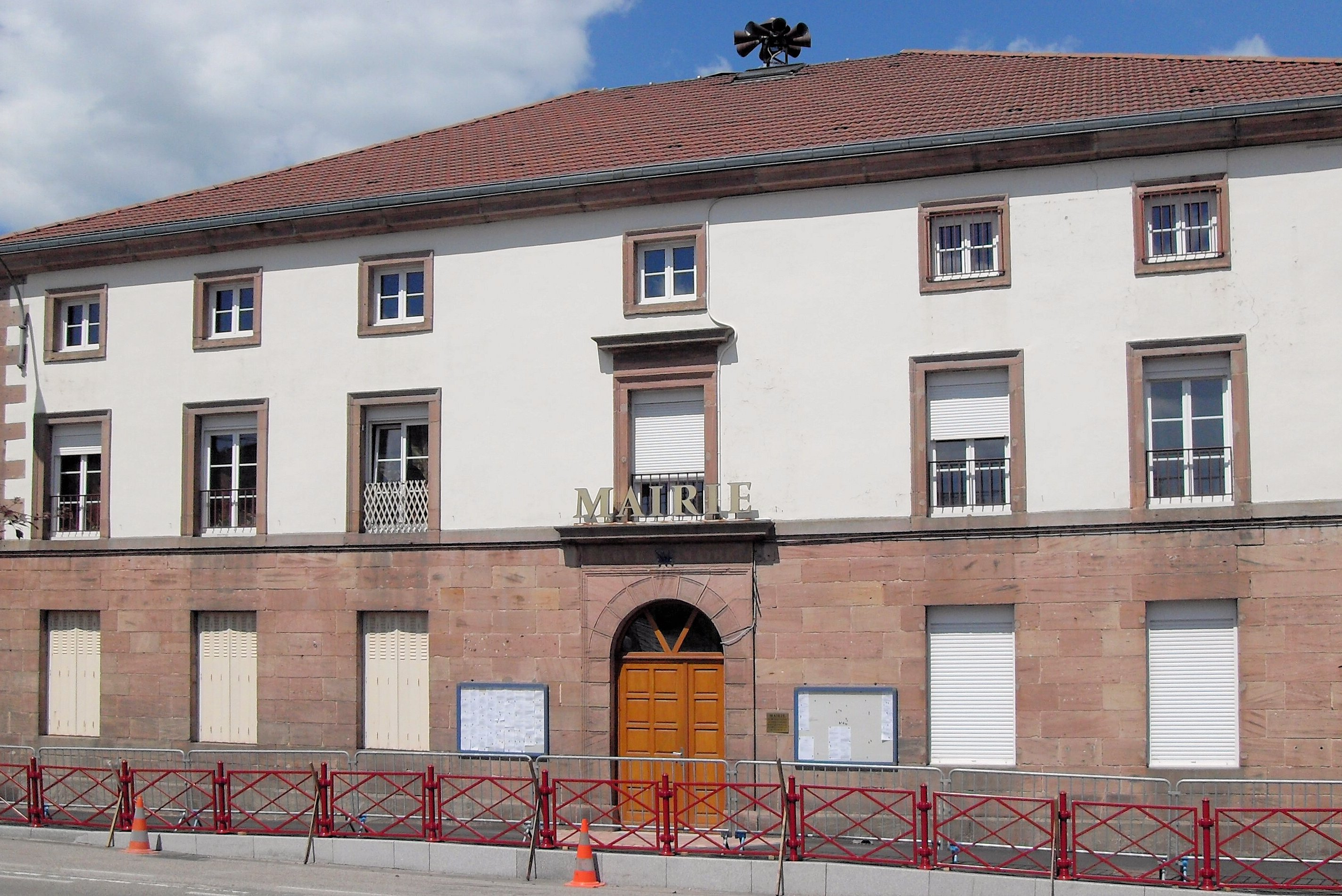
Rathaus von Pouxeux

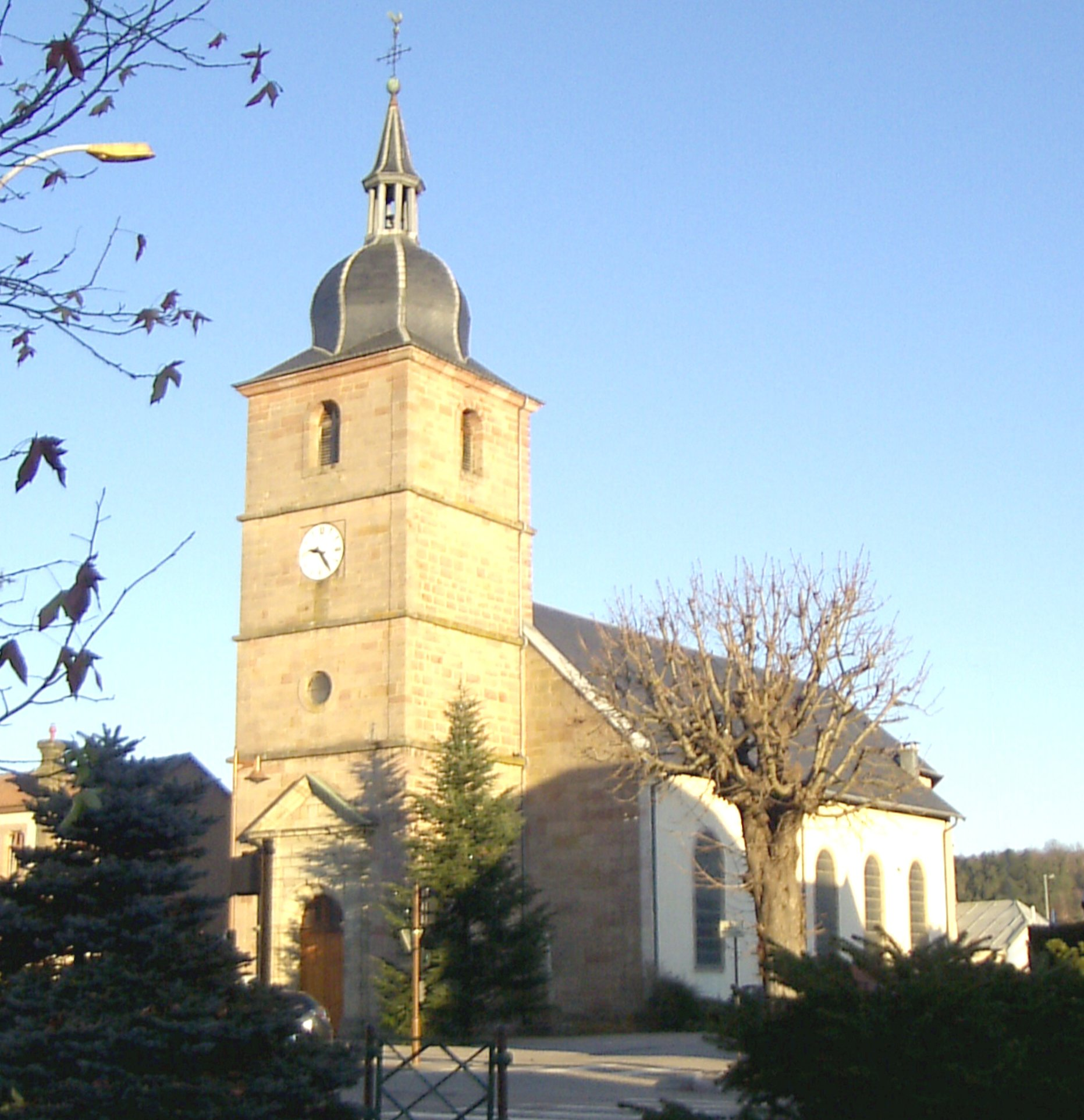
Kirche Saints-Gorgon-et-Nabor in Pouxeux

Pouxeux gehörte von 1766 bis zur Französischen Revolution zum Besitz der Abtei Remiremont.
Die Wasserkraft der Mosel und der Waldreichtum ließen in und um Pouxeux holzverarbeitende Betriebe entstehen, zu der ab Mitte des 19. Jahrhunderts noch die Textilindustrie hinzu kam. 1804 zählte die Gemeinde 981 Einwohner, im Jahr 1870 bereits 1.905 Einwohner.

### Bevölkerungsentwicklung
| Jahr      | 1962 | 1968 | 1975 | 1982  | 1990 | 1999 | 2010 | 2021 |
| Einwohner | 1753 | 1768 | 1935 | 1.964 | 1836 | 1857 | 1980 | 1959 |

Im Jahr 1800 wurde mit 931 Bewohnern die bisher geringste Einwohnerzahl ermittelt. Die Zahlen basieren auf den Daten von cassini.ehess und INSEE.

## Sehenswürdigkeiten
- Kirche Saints-Gorgon-et-Nabor aus dem Jahr 1683

## Wirtschaft und Infrastruktur
Land- und Forstwirtschaft spielen wie in den anderen Gemeinden zwischen Épinal und Remiremont heute nur noch eine untergeordnete Rolle. Neben der traditionellen Holzindustrie haben sich kleinere Handwerks- und Handelsbetriebe, eine Weberei und ein Baustoffunternehmen angesiedelt. In Pouxeux gibt es drei Supermärkte, zwei Bäckereien, eine Tankstelle, einen Optiker, ein Blumengeschäft, ein Sportartikelgeschäft, einen Eisenwarenhändler und eine Buchhandlung. Daneben pendeln viele Erwerbstätige in die zahlreichen Gewerbegebiete der Nachbargemeinden im Moseltal.
Durch Pouxeux führen parallel zur Mosel die zweispurige Route nationale 57 und die D 157 (beide von Épinal nach Remiremont). Der Haltepunkt Pouxeux liegt an der ebenfalls dem Moseltal folgenden Bahnstrecke Épinal–Bussang und wird durch das Unternehmen TER Grand Est bedient.
Die Gemeinde ist heute Eigentümer des vormals zum Festen Platz Épinal gehörenden Fort d’Arches.

## Belege
1. ↑  Ortsname auf cassini.ehess.fr
2. ↑  Auszug aus der Geschichte von Pouxeux von M. Maurice Bouquot (PDF-Datei, französisch; 10 kB)
3. ↑  Pouxeux auf cassini.ehess
4. ↑  Pouxeux auf INSEE
5. ↑  Pouxeux auf annuaire-mairie.fr